# Кущёв, Вячеслав Митрофанович
Вячеслав Митрофанович Кущёв (р. 25 декабря 1948, Хабаровск) — депутат Государственной думы пятого созыва, член фракции «Единой России». Председатель подкомитета по экономике и инновациям в сфере профессионального искусства и интеллектуальной деятельности Комитета Государственной думы по культуре. Кандидат философских наук (1990). Заслуженный деятель искусств РФ (2007).

## Биография
Родился в городе Хабаровск 25 декабря 1948. Служил в армии в ансамбле песни и пляски, работал на химическом заводе.
В 1975 году окончил Ростовский государственный музыкально-педагогический институт (ныне Ростовская государственная консерватория им. С.В. Рахманинова), где с 1973 по 1976 годы являлся секретарём комитета ВЛКСМ.
С 1976 по 1978 годы — комиссар областного штаба студенческих стройотрядов обкома ВЛКСМ. В 1978 году возглавил Ростовское городское управление культуры, в том же году занял должность заместителя заведующего отделом культуры Ростовского обкома КПСС. В 1985 году возглавил областное управление культуры. В 1986 году окончил Ростовскую межобластную высшую партийную школу.
В 1990 году окончил Академию общественных наук. Кандидат философских наук (тема диссертации: «Художественное сознание: отражение и прогнозирование развития действительности», 1990). В 1990 году преподавал в Северо-Кавказском социально-политическом институте. В 1990-х возглавлял научно-производственный центр «Артэс». С 1999 — художественный руководитель, генеральный директор Ростовского музыкального театра.
С февраля 2006 года возглавлял политсовет Ростовского регионального отделения партии «Единая Россия». В декабре 2007 года был избран в Государственную думу РФ.

## Награды
- 29.04.2019 — Орден Дружбы (указ № 199)
- 2007 — Заслуженный деятель искусств РФ
- 2003 — медаль ордена «За заслуги перед Отечеством» II степени
- 2002 — «Заслуженный деятель Всероссийского музыкального общества»
- 2002 — Ростовским отделением Союза театральных деятелей России признан «Человеком года»
- 2012 — Медаль ордена «За заслуги перед Ростовской областью» (30 августа 2012 года)[1]
- Почетный диплом фонда «Дом Дягилева»

## Постановки
В. М. Кущёв — художественный руководитель ряда постановок Ростовского государственного музыкального театра. В числе которых:

### Оперы
- 2000 — «Паяцы» Р. Леонкавалло
- 2002 — «Мадам Баттерфляй» Дж. Пуччини
- 2003 — «Севильский цирюльник» Дж. Россини
- 2004 — «Богема» Дж. Пуччини
- 2004 — «Евгений Онегин» П. Чайковского
- 2004 — «Леди Макбет Мценского уезда» Д. Шостаковича
- 2005 — «Цыган» Л. Клиничева
- 2006 — «Риголетто» Дж. Верди
- 2007 — «Пиковая дама» П. И. Чайковского
- 2008 — «Волшебная флейта» В.-А. Моцарта

### Балеты
- 2001 — «Жизель» А. Адама
- 2002 — «Щелкунчик» П. И. Чайковского
- 2003 — «Болеро» М. Равеля
- 2003 — «Шехеразада» Н. А. Римского-Корсакова
- 2005 — «Дон Кихот» Л. Минкуса (2005)
- 2005 — «Лебединое озеро» П. И. Чайковского
- 2006 — «Ромео и Джульетта» С. Прокофьева
- 2008 — «Гамлет» на музыку Д.Шостаковича
- 2009 — «Спящая красавица» на музыку П. И. Чайковского

### Оперетты
- 2002 — «Веселая вдова» Ф. Легара
- 2003 — «Орфей в аду» Ж. Оффенбаха
- 2006 — «Принцесса цирка»